# Václav Machek
Václav Machek (Starý Mateřov, 27 de diciembre de 1925-1 de noviembre de 2017) fue un deportista checoslovaco que compitió en ciclismo en la modalidad de pista, especialista en la prueba de tándem.
Participó en los Juegos Olímpicos de Melbourne 1956, obteniendo una medalla de plata en la prueba de tándem (haciendo pareja con Ladislav Fouček).

## Medallero internacional
| Juegos Olímpicos | Juegos Olímpicos      | Juegos Olímpicos | Juegos Olímpicos |
| Año              | Lugar                 | Medalla          | Competición      |
| ---------------- | --------------------- | ---------------- | ---------------- |
| 1956             | Melbourne (Australia) | Medalla de plata | Tándem           |